# 直布羅陀海峽

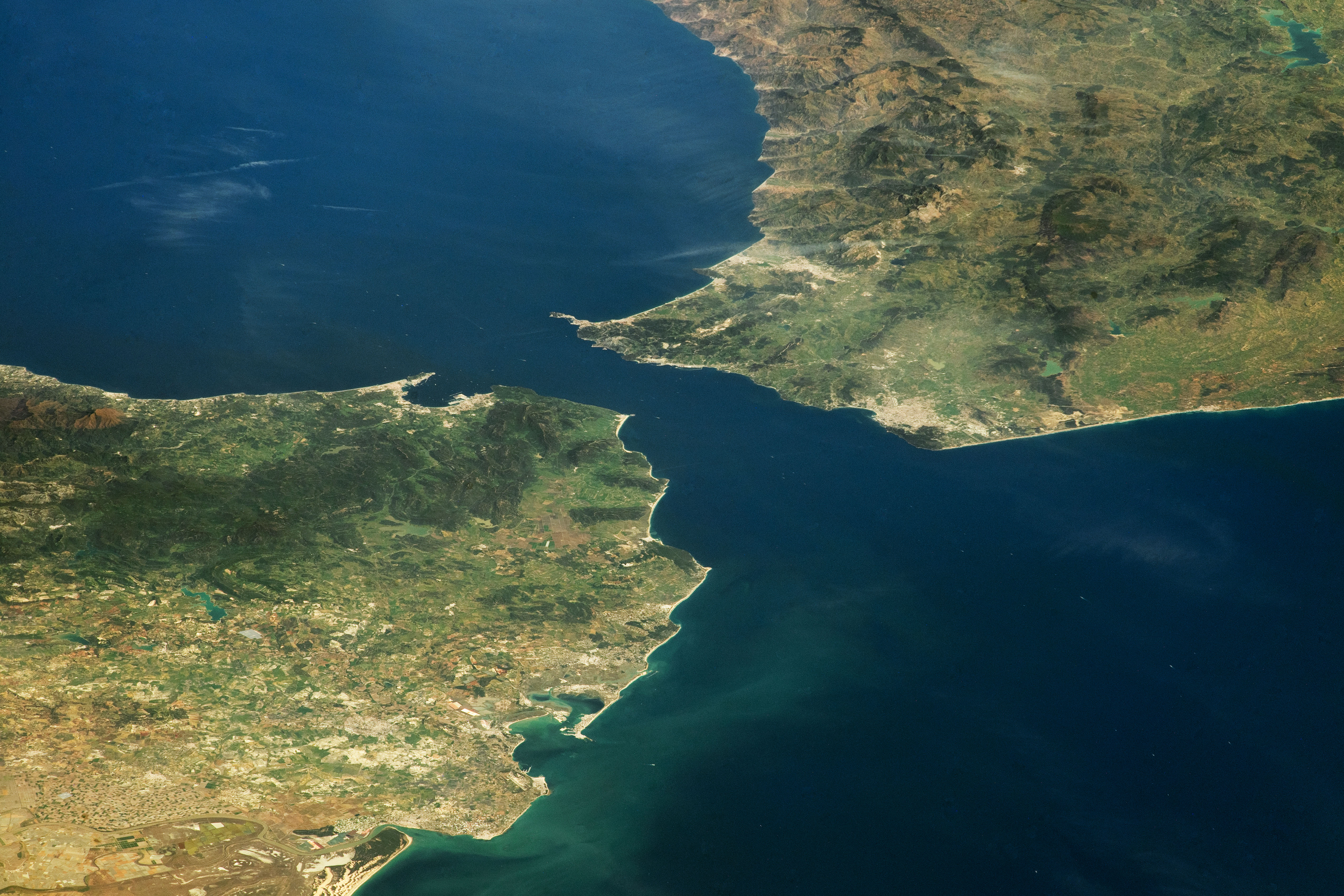
NASA于2023年4月拍摄的直布羅陀海峽，兩岸分別是西班牙、英国的海外领土直布罗陀（左）；摩洛哥和休达（右）。

直布羅陀海峽

直布罗陀海峡是一条连接大西洋与地中海的狭窄海峡，同时将欧洲与非洲分隔开来。
两洲最窄处仅相隔7.7海里（约14.2公里/8.9英里）。每日有渡轮往返两大洲，最快仅需35分钟。海峡深度介于300和900（980和2,950英尺；160和490英尋）（约300至900米）之间。
该海峡位于摩洛哥、西班牙及英国海外属地直布罗陀的领海范围内。根据《联合国海洋法公约》，外国船舶与航空器享有航行和飞越的自由，可在持续过境状态下穿越直布罗陀海峡。

## 名称与词源
"直布罗陀"之名源于直布罗陀巨岩（阿拉伯语：Jabal Ṭāriq，意为"塔里克之山"），得名于阿拉伯将领塔里克·伊本·齐亚德。该海峡亦称作Gibraltar海峡、Gibraltar水道（此称今已罕用），海军术语中则缩写为STROG（即STRait Of Gibraltar）。
另一阿拉伯语名称为Bāb al-maghrib（阿拉伯語：باب المغرب），意即"日落之门"或"西方之门"，亦指"马格里布之门"或"摩洛哥之门"。中世纪阿拉伯文献称其为Az-Zuqāq（الزقاق，意为"通道"）或Baḥr az-Zuqāq（بحر الزقاق，意为"通道之海"），罗马人则称之为Fretum Gaditanum（即"加的斯海峡"）。
拉丁语中曾称Fretum Herculeum，其名源自古称"赫拉克勒斯之柱"（羅馬化：hai Hērákleioi stêlai），喻指海峡两侧形如巨柱的山脉（如直布罗陀巨岩）。

## 圖輯

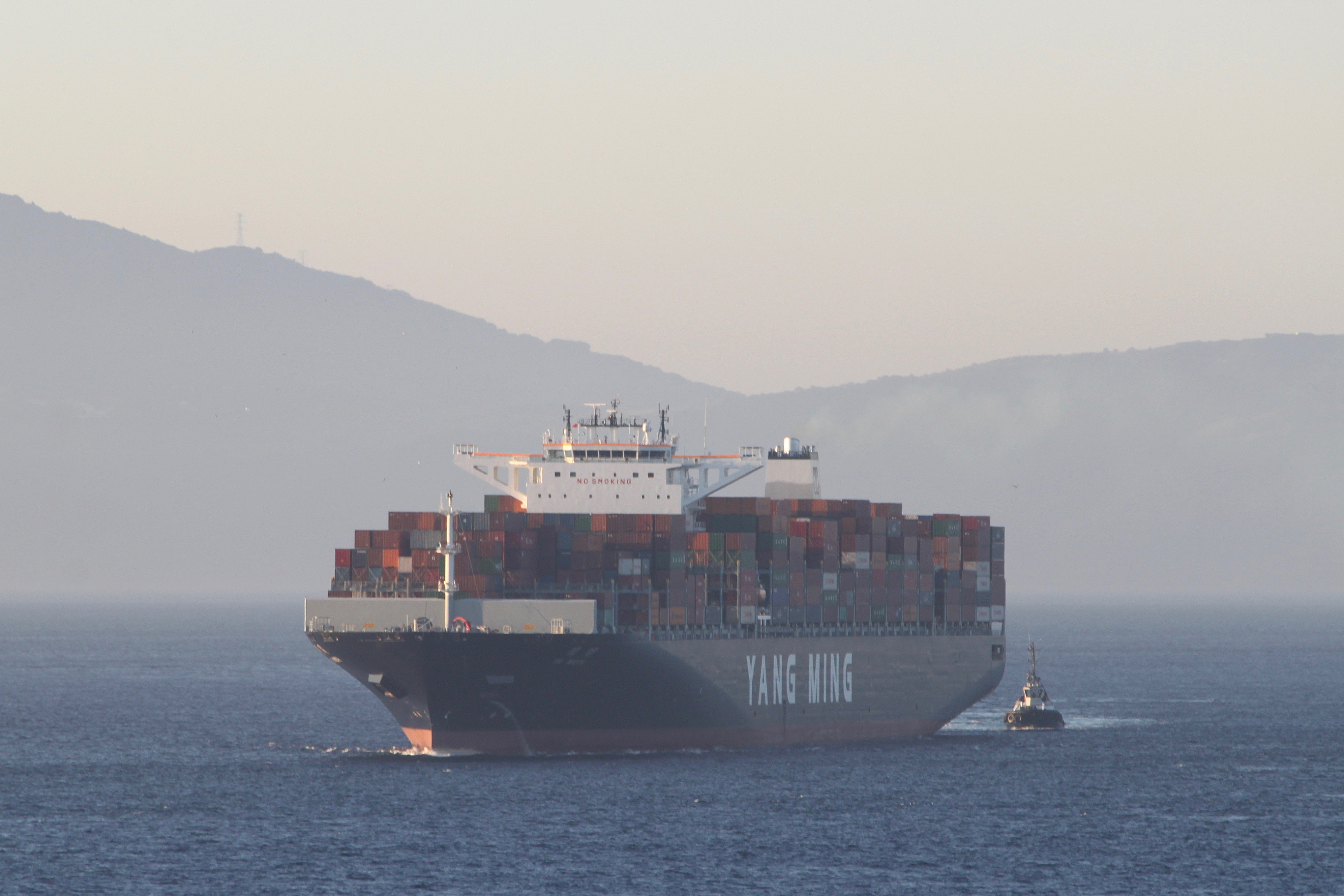
臺灣陽明海運貨輪通過直布羅陀海峽
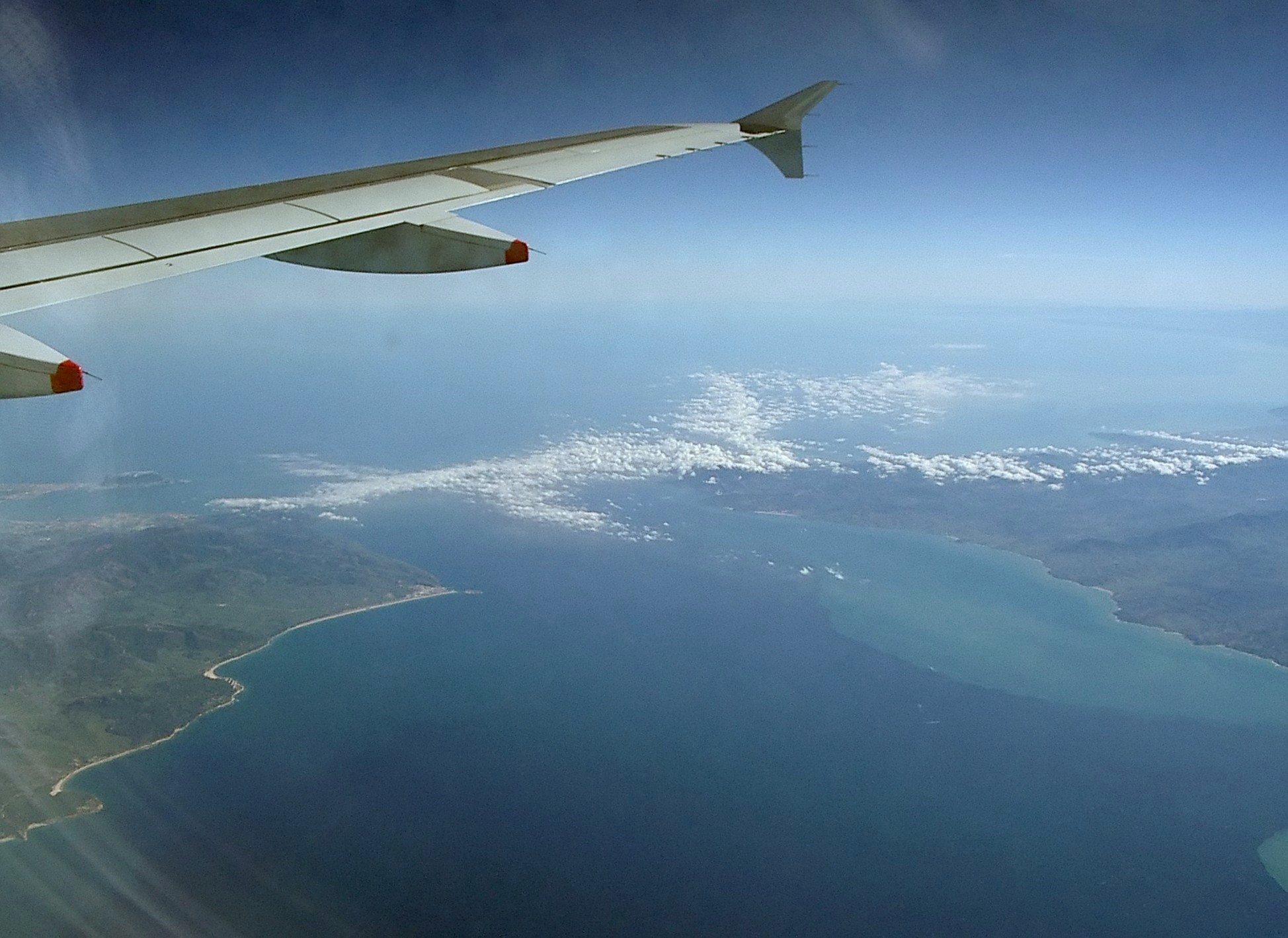
直布羅陀海峽
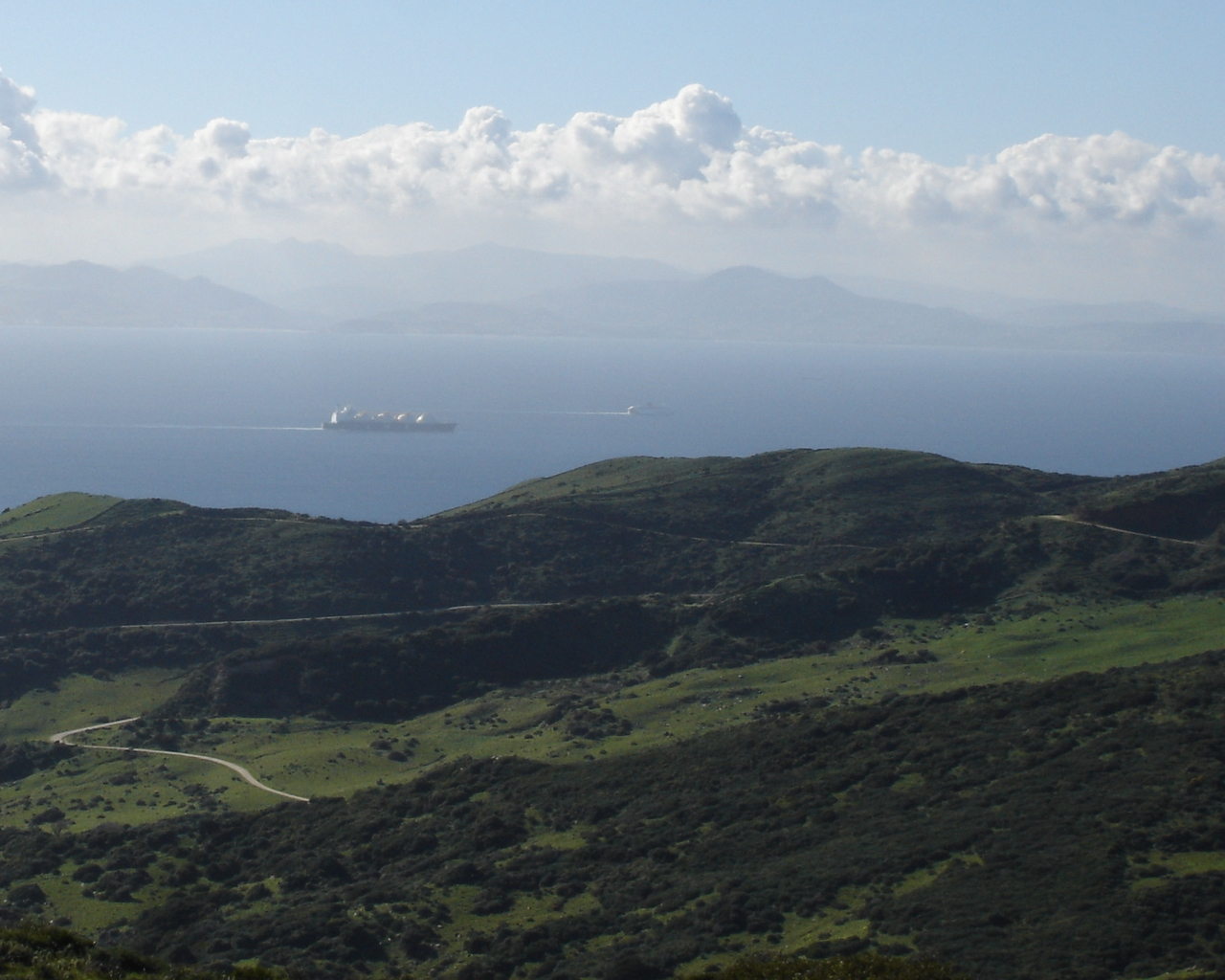
直布羅陀海峽
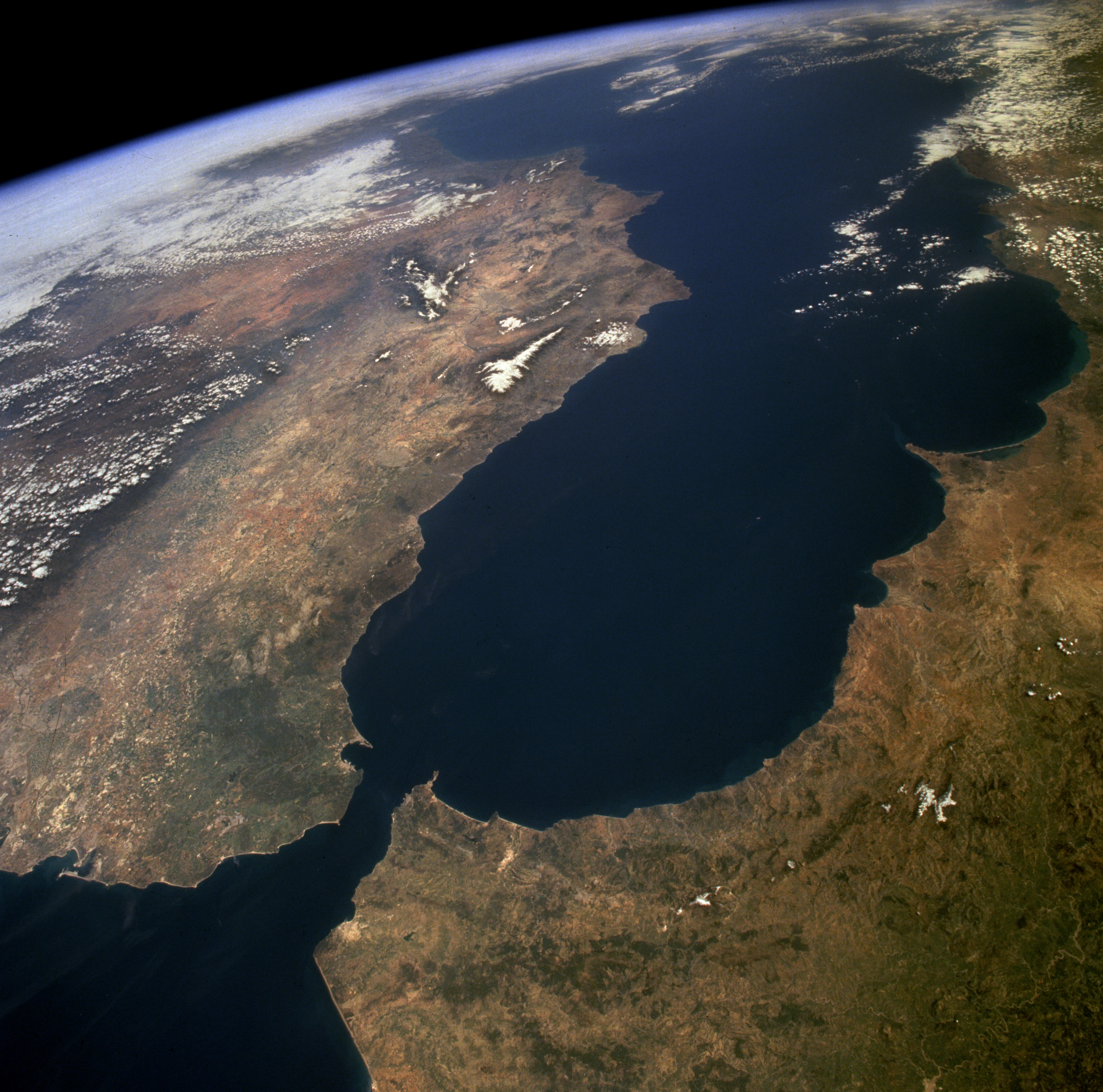
從太空鳥瞰直布羅陀海峽與地中海